# بيتر جورج بانغ
بيتر جورج بانغ (بالدنماركية: Peter Georg Bang)‏ هو قاضي وسياسي دانمركي، ولد في 7 أكتوبر 1797 في روسكيلدا في الدنمارك، وتوفي في 2 أبريل 1861 في كوبنهاغن في الدنمارك. حزبياً، نشط في Højre ‏. وقد انتخب رئيس وزراء الدنمارك (12 ديسمبر 1854 – 18 أكتوبر 1856).